# Seznam televizních seriálů podle komiksů Marvel Comics
Seznam televizních seriálů podle komiksů Marvel Comics uvádí chronologický přehled oficiálních televizních seriálů, které vznikly podle komiksové předlohy vydané vydavatelstvím Marvel Comics, nebo některým jiným vydavatelstvím, které je v majetku Marvel Comics.

## Hrané seriály
| Roky                 | Název                                      | Stanice             | Počet            | Autoři seriálu                                | Poznámky                                   |
| Ukončené seriály     | Ukončené seriály                           | Ukončené seriály    | Ukončené seriály | Ukončené seriály                              | Ukončené seriály                           |
| -------------------- | ------------------------------------------ | ------------------- | ---------------- | --------------------------------------------- | ------------------------------------------ |
| 1977–1979            | The Amazing Spider-Man                     | CBS                 | 2 řady, 13 dílů  | Alvin Boretz                                  |                                            |
| 1977–1982            | The Incredible Hulk                        | CBS                 | 5 řad, 82 dílů   | Kenneth Johnson                               |                                            |
| 1978–1979            | Supaidáman                                 | TV Tokyo            | 1 řada, 41 dílů  |                                               | japonský seriál                            |
| 1997–1999            | Night Man                                  | v syndikaci         | 2 řady, 44 dílů  | Glen A. Larson                                |                                            |
| 2001–2004            | Mutant X                                   | v syndikaci         | 3 řady, 66 dílů  | Avi Arad                                      |                                            |
| 2006                 | Blade                                      | Spike               | 1 řada, 13 dílů  | David S. Goyer                                |                                            |
| 2013–2020            | Agenti S.H.I.E.L.D.                        | ABC                 | 7 řad, 136 dílů  | Joss Whedon, Jed Whedon a Maurissa Tancharoen | součást Marvel Cinematic Universe          |
| 2015-2016            | Powers                                     | PlayStation Network | 2 řady, 20 dílů  | Brian Michael Bendis a Charlie Huston         |                                            |
| 2015–2016            | Agent Carter                               | ABC                 | 2 řady, 18 dílů  | Christopher Markus a Stephen McFeely          | součást Marvel Cinematic Universe          |
| 2015–2018            | Daredevil                                  | Netflix             | 3 řady, 39 dílů  | Drew Goddard                                  | součást Marvel Cinematic Universe          |
| 2015–2019            | Jessica Jones                              | Netflix             | 3 řady, 39 dílů  | Melissa Rosenberg                             | součást Marvel Cinematic Universe          |
| 2016–2018            | Luke Cage                                  | Netflix             | 2 řady, 26 dílů  | Cheo Hodari Coker                             | součást Marvel Cinematic Universe          |
| 2017–2019            | Legion                                     | FX                  | 3 řady, 27 dílů  | Noah Hawley                                   | součást filmové série X-Men                |
| 2017–2018            | Iron Fist                                  | Netflix             | 2 řady, 23 dílů  | Scott Buck                                    | součást Marvel Cinematic Universe          |
| 2017                 | The Defenders                              | Netflix             | 1 řada, 8 dílů   | Douglas Petrie a Marco Ramirez                | součást Marvel Cinematic Universe          |
| 2017                 | Inhumans                                   | ABC                 | 1 řada, 8 dílů   | Scott Buck                                    | součást Marvel Cinematic Universe          |
| 2017–2019            | X-Men: Nová generace                       | Fox                 | 2 řady, 29 dílů  | Matt Nix                                      | součást filmové série X-Men                |
| 2017–2019            | The Punisher                               | Netflix             | 2 řady, 26 dílů  | Steve Lightfoot                               | součást Marvel Cinematic Universe          |
| 2017–2019            | Runaways                                   | Hulu                | 3 řady, 33 dílů  | Josh Schwartz a Stephanie Savage              | součást Marvel Cinematic Universe          |
| 2018–2019            | Cloak & Dagger                             | Freeform            | 2 řady, 20 dílů  | Joe Pokaski                                   | součást Marvel Cinematic Universe          |
| 2020                 | Helstrom                                   | Hulu                | 1 řada, 10 dílů  | Paul Zbyszewski                               | součást Marvel Cinematic Universe          |
| 2021                 | WandaVision                                | Disney+             | 1 řada, 9 dílů   | Jac Schaefferová                              | součást Marvel Cinematic Universe, 4. fáze |
| 2021                 | Falcon a Winter Soldier                    | Disney+             | 1 řada, 6 dílů   | Malcolm Spellman                              | součást Marvel Cinematic Universe, 4. fáze |
| 2021                 | Hawkeye                                    | Disney+             | 1 řada, 6 dílů   | Jonathan Igla                                 | součást Marvel Cinematic Universe, 4. fáze |
| 2022                 | Moon Knight                                | Disney+             | 1 řada, 6 dílů   | Jeremy Slater                                 | součást Marvel Cinematic Universe, 4. fáze |
| 2022                 | Ms. Marvel                                 | Disney+             | 1 řada, 6 dílů   | Bisha K. Aliová                               | součást Marvel Cinematic Universe, 4. fáze |
| 2022                 | She-Hulk: Neuvěřitelná právnička           | Disney+             | 1 řada, 9 dílů   | Jessica Gaová                                 | součást Marvel Cinematic Universe, 4. fáze |
| 2022                 | Vlkodlak: Noční lovec                      | Disney+             | speciál          | Peter Cameron a Heather Quinnová              | součást Marvel Cinematic Universe          |
| 2022                 | Strážci Galaxie: Vánoční speciál           | Disney+             | speciál          | James Gunn                                    | součást Marvel Cinematic Universe          |
| Vysílané seriály     |                                            |                     |                  |                                               |                                            |
| 2021–dosud           | Loki                                       | Disney+             | 2 řada, 12 dílů  | Michael Waldron                               | součást Marvel Cinematic Universe          |
| Připravované seriály |                                            |                     |                  |                                               |                                            |
| 2023                 | Tajná invaze                               | 1 řada, 6 dílů      | Disney+          | Kyle Bradstreet                               | součást Marvel Cinematic Universe, 5. fáze |
| 2023                 | Ironheart                                  | 1 řada, 6 dílů      | Disney+          | Chinaka Hodgeová                              | součást Marvel Cinematic Universe, 5. fáze |
| 2023                 | Echo                                       | bude oznámeno       | Disney+          | Marion Dayreová                               | součást Marvel Cinematic Universe, 5. fáze |
| 2023/2024            | Agatha: Coven of Chaos                     | bude oznámeno       | Disney+          | Jac Schaefferová                              | součást Marvel Cinematic Universe, 5. fáze |
| 2024                 | Daredevil: Born Again                      | 1 řada, 18 dílů     | Disney+          | Matt Corman a Chris Ord                       | součást Marvel Cinematic Universe, 5. fáze |
| N/A                  | zatím nepojmenovaný seriál o Wakandě       | bude oznámeno       | Disney+          | bude oznámeno                                 | součást Marvel Cinematic Universe          |
| N/A                  | zatím nepojmenovaný seriál o Wonder Manovi | bude oznámeno       | Disney+          | Andrew Guest                                  | součást Marvel Cinematic Universe          |
| N/A                  | zatím nepojmenovaný seriál o Nova          | bude oznámeno       | Disney+          | Sabir Pirzada                                 | součást Marvel Cinematic Universe          |
| N/A                  | Vision Quest                               | bude oznámeno       | Disney+          | Jac Schaefferová                              | součást Marvel Cinematic Universe          |

### Webové seriály
| Roky      | Název                             | Místo zveřejnění | Počet           | Autoři seriálu | Poznámky                          |
| --------- | --------------------------------- | ---------------- | --------------- | -------------- | --------------------------------- |
| 2015–2016 | WHIH Newsfront                    | YouTube          | 2 řady, 10 dílů |                | součást Marvel Cinematic Universe |
| 2016      | Agents of S.H.I.E.L.D.: Slingshot | ABC.com          | 1 řada, 6 dílů  | Geoffrey Colo  | součást Marvel Cinematic Universe |

## Animované seriály
| Roky                 | Název                                   | Stanice                    | Počet            | Autoři seriálu |                  |
| Ukončené seriály     | Ukončené seriály                        | Ukončené seriály           | Ukončené seriály | Ukončené seriály | Ukončené seriály |
| -------------------- | --------------------------------------- | -------------------------- | ---------------- | --- | ---------------- |
| 1966                 | The Marvel Super Heroes                 | ABC                        | 1 řada, 65 dílů  | |                  |
| 1967–1968            | Fantastic Four                          | ABC                        | 1 řada, 20 dílů  | Phil Hahn a Jack Hanrahan |                  |
| 1967–1970            | Spider-Man                              | ABC                        | 3 řady, 52 dílů  | |                  |
| 1978                 | The New Fantastic Four                  | NBC                        | 1 řada, 13 dílů  | |                  |
| 1979                 | Fred and Barney Meet the Thing          | NBC                        | 1 řada, 13 dílů  | |                  |
| 1979–1980            | Spider-Woman                            | ABC                        | 1 řada, 16 dílů  | |                  |
| 1981–1982            | Spider-Man                              | v syndikaci                | 1 řada, 26 dílů  | Creighton Barnes, Doug Booth, Francis K. Feighan, Donald F. Glut, Jack Hanrahan, Christy Marx, Larry Parr a Jeffrey Scott                                                                                   |                  |
| 1981–1983            | Spider-Man and His Amazing Friends      | NBC                        | 3 řady, 24 dílů  | |                  |
| 1982–1983            | The Incredible Hulk                     | NBC                        | 1 řada, 13 dílů  | |                  |
| 1992–1997            | X-Men                                   | Fox Kids                   | 5 řad, 76 dílů   | |                  |
| 1994–1996            | Fantastic Four                          | v syndikaci                | 2 řady, 26 dílů  | Ron Friedman a Glenn Leopold |                  |
| 1994–1996            | Iron Man                                | v syndikaci                | 2 řady, 26 dílů  | Ron Friedman a Tom Tataranowicz |                  |
| 1994–1998            | Spiderman                               | Fox Kids                   | 5 řad, 65 dílů   | John Semper |                  |
| 1994–1995            | Ultraforce                              | USA Network                | 1 řada, 13 dílů  | Martha Moran, Robert N. Skir a Marty Isenberg |                  |
| 1996–1997            | The Incredible Hulk                     | UPN Kids                   | 2 řady, 21 dílů  | |                  |
| 1997–2001            | Muži v černém                           | The WB                     | 4 řady, 53 dílů  | Duane Capizzi, Jeff Kline a Richard Raynis |                  |
| 1998                 | Silver Surfer                           | Fox Kids                   | 1 řada, 13 dílů  | Larry Brody |                  |
| 1999–2001            | Spiderman bez hranic                    | Fox Kids                   | 1 řada, 13 dílů  | Larry Brody, Robert Gregory Browne, Brynne Chandler a Michael Reaves |                  |
| 1999–2000            | Avengers                                | Fox Kids                   | 1 řada, 13 dílů  | |                  |
| 2000–2003            | X-men: Začátek                          | The WB                     | 4 řady, 52 dílů  | Greg Johnson |                  |
| 2003                 | Spiderman                               | MTV                        | 1 řada, 13 dílů  | Brian Michael Bendis, Morgan Gendel a Marsha Griffin |                  |
| 2006–2010            | Fantastic Four: World's Greatest Heroes | Cartoon Network            | 1 řada, 26 dílů  | Craig Kyle a Christopher L. Yost |                  |
| 2008–2009            | Senzační Spider-Man                     | The CW a Disney XD         | 2 řady, 26 dílů  | Greg Weisman, Kevin Hopps, Matt Wayne, Andrew Robinson, Randy Jandt a Nicole Dubuc |                  |
| 2009                 | Wolverine a X-meni                      | Nicktoons                  | 1 řada, 26 dílů  | Craig Kyle a Greg Johnson |                  |
| 2009–2012            | Iron Man: Obrněná dobrodružství         | Nicktoons                  | 2 řady, 52 dílů  | Alexandre de La Patellière, Craig Kyle, Romain van Liemt a Christopher Yost |                  |
| 2009–2011            | The Super Hero Squad Show               | Cartoon Network            | 2 řady, 52 dílů  | Matt Wayne, Jim Krieg, Mark Hoffmeier, Eugene Son, Charlotte Fullerton, Michael Ryan, John Rozum, Atul Rao, Nicole Dubuc, Tad Stones, Len Wein, Richard Pursel, Jimmy Palmiotti, Stan Berkowitz a Tom Kenny |                  |
| 2010–2012            | Avengers: Nejmocnější hrdinové světa    | Disney XD                  | 2 řady, 52 dílů  | Ciro Nieli, Joshua Fine a Christopher L. Yost |                  |
| 2010                 | Marvel Anime: Iron Man                  | G4                         | 1 řada, 12 dílů  | Toshiki Inoue |                  |
| 2011                 | Marvel Anime: Wolverine                 | G4                         | 1 řada, 12 dílů  | Kengo Kaji |                  |
| 2011                 | Marvel Anime: X-Men                     | G4                         | 1 řada, 12 dílů  | Mitsutaka Hirota a Warren Ellis |                  |
| 2011                 | Marvel Anime: Blade                     | G4                         | 1 řada, 12 dílů  | Kenta Fukasaku |                  |
| 2012–2017            | Dokonalý Spiderman                      | Disney XD                  | 4 řady, 104 dílů | Brian Michael Bendis, Paul Dini, Steven T. Seagle, Joe Kelly a Joe Casey |                  |
| 2013–2019            | Avengers - Sjednocení                   | Disney XD                  | 5 řad, 127 dílů  | |                  |
| 2013–2015            | Hulk and the Agents of S.M.A.S.H.       | Disney XD                  | 2 řady, 52 dílů  | Paul Dini a Henry Gilroy |                  |
| 2014–2015            | Marvel Disk Wars: The Avengers          | TX Network                 | 1 řada, 51 dílů  | King Ryū |                  |
| 2015–2019            | Guardians of the Galaxy                 | Disney XD                  | 3 řady, 79 dílů  | Marty Isenberg |                  |
| 2017–2018            | Marvel Future Avengers                  | Dlife                      | 2 řady, 39 dílů  | Ryū King |                  |
| 2017–2020            | Spider-Man                              | Disney XD                  | 3 řady, 57 dílů  | Kevin Shinick |                  |
| 2017–2021            | Velká šestka: Baymax se vrací           | Disney XD a Disney Channel | 3 řady, 59 dílů  | Mark McCorkle, Bob Schooley a Nick Filippi |                  |
| 2021                 | M.O.D.O.K.                              | Hulu                       | 1 řada, 10 dílů  | Jordan Blum a Patton Oswalt |                  |
| 2021                 | Hit-Monkey                              | Hulu                       | 1 řada, 10 dílů  | Will Speck a Josh Gordon |                  |
| 2021                 | Supergrázlové                           | Netflix                    | 1 řada, 13 dílů  | |                  |
| 2022                 | Baymax!                                 | Disney+                    | 1 řada, 6 dílů   | |                  |
| Vysílané seriály     |                                         |                            |                  | |                  |
| 2021–dosud           | Spidey and His Amazing Friends          | Disney Junior              | 1 řada, 25 dílů  | Dai Satō |                  |
| 2021–dosud           | Co kdyby…?                              | Disney+                    | 1 řada, 9 dílů   | A. C. Bradleyová |                  |
| 2022–dosud           | Já jsem Groot                           | Disney+                    | 1 řada, 5 dílů   | Kirsten Leporeová |                  |
| Připravované seriály |                                         |                            |                  | |                  |
| 2023                 | X-Men '97                               | Disney+                    | 1 řada, 10 dílů  | Beau DeMayo |                  |
| 2023                 | Moon Girl and Devil Dinosaur            | Disney Channel             |                  | Laurence Fishburne a Helen Suglandová |                  |
| 2024                 | Spider-Man: Freshman Year               | Disney+                    |                  | Jeff Trammel |                  |
| 2024                 | Marvel Zombies                          | Disney+                    |                  | Zeb Wells |                  |
| N/A                  | Spider-Man: Sophomore Year              | Disney+                    |                  | |                  |